# Дроболитейный завод (Даугавпилс)
Даугавпилсский дроболитейный завод находится в городе Даугавпилс в Латвии.

## Описание
Действующий завод расположен на ул. Варшавас 28 на перекрестке улиц Варшавас и Лудзас. Имеет дроболитейную башню (высота 30 метров + 19 метров колодец).

## История
История завода ведётся с 1886 года, когда завод Рейснера в Динабурге упоминается в «Охотничьем календаре» Л. П. Сабанеева как производящий свинцовую дробь. Вначале была построена деревянная дроболитейная башня, а после пожара в 1911 году на ее месте выстроили кирпичную башню. После Второй мировой войны башня была увеличена до 30 метров.
2 апреля 2014 года распоряжением Министерства культуры ЛР дроболитейный завод был внесен в список  охраняемых государством памятников культуры как памятник индустриального значения/наследия.
В 2021 году, заводу в рамках господдержки памятников, выделено 6 тысяч евро на проект сохранения башни.

### Награды
Завод получил несколько наград: в 2013 году отмечен в номинации "Новый туристический продукт", в 2015 году удостоен «Награда года 2015» Даугавпилсской думы за общественную работу, а также отмечен на конкурсе Европейской организации культурного туризма, присвоившей заводу третье место в категории «Промышленное наследие».

## Предложение башни городу
В мае 2022 года владелец предприятия Айгарс Стакис предложил в дар городу Дроболитейную башню завода, комиссия самоуправления начала рассмотрение сего предложения. Прошел месяц после предложения.

## Продукция
Завод выпускает девять видов пуль для гладкоствольного оружия, пули для пневматического оружия и дробь.

## Туристический объект
В последние три года после смены владельца завод открыт для посетителей, интересующихся историческим промышленным производством. Завод принимает участие в  Ночи музеев, проводит экскурсии для желающих осмотреть завод, оборудование, производство, а также предоставляет возможность пострелять в тире.

## Галерея
Завод и его башня были запечатлены на цветной фотографии Прокудина-Горского в 1912 году, снятой с колокольни военного собора Бориса и Глеба Двинска . 